# Зоран Јевтовић
Зоран Јевтовић (Титово Ужице, 4. април 1959) српски је радијски новинар и професор стручних предмета на Департману за комуникологију и новинарство Филозофског факултета Универзитета у Нишу.
Дипломирао је 1985. године на Филозофском факултету, смер српскохрватски језик и југословенска књижевност.
Аутор је неколико стручних монографија и уџбеника из области новинарства. Неке је писао као коаутор са другим новинарима попут Михаила Бјелице.
Уредник је научног часописа Напредак Српске напредне странке, али није члан те партије. Ипак, његово име се налази на списку оних који подржавају политику Александра Вучића и СНС-а. Међу рецезентима овог часописа налазе се и други професори са Филозофског факултета у Нишу: Татјана Вулић, Зоран Арацки и управник департмана за новинарство Невен Обрадовић.

## Дела
- Велики мали радио (1993, Заједница радио станица Србије, Београд)
- Дијалог на радију (1997, Просвета, Београд)
- Тоталитаризам и масмедији (2000, Крајински књижевни округ, Неготин)
- Јавно мњење и политика (2003, Центар за савремену журналистику, Београд)
- Амнезија јавности - од пропаганде до тероризма (2004, Самиздат и Графокомерц, Београд)
- Новинарство у теорији и пракси (2004, Антуријум)
- Историја новинарства (2006, Универзитет Мегатренд, Београд)
- Геополитика и медији (2010, Култура полиса, Нови Сад)
- Политика, медији, безбедност (2012, Криминалистичко-полицијска академија)
- Социологија (2014, Криминалистичко-полицијска академија, Београд)
- Жанрови у савременом новинарству (2014, Јасен, Београд)
- Социологија и социјална патологија (2019, Криминалистичко полицијски универзитет)[6]